# Banja Luka
Banja Luka (magyarul Orbászvár, szerbül cirill írással Бања Лука) Bosznia-Hercegovina második legnagyobb városa és a boszniai Szerb Köztársaság de facto fővárosa. Római katolikus és ortodox püspökség székhelye, valamint helyet ad a Banja Luka-i Egyetemnek is.

## Földrajz

### Fekvése
Az ország északi részén, az Orbász folyó mentén helyezkedik el 96,2 km²-nyi területen. A város központja 163 méterrel emelkedik a tengerszint fölé. Az Orbász folyó forrása a várostól megközelítőleg 90 km-re, délre található.
Az Orbász (Vrbas) több mellékfolyója, mint a Suturlija, a Crkvena és a Vrbanja is a városnál ömlik bele. Banja Luka közelében számos forrás található, köztük termálvíz is. A kénes gyógyforrások hozzák a városnak a legtöbb turisztikai bevételt.
Banja Luka a városról elnevezett völgyben épült, ezért több magaslat is körül veszi. Ezek közül a legmagasabbak a Manjača (1239 méter), a Čemernica (1338 méter) és a Tisovac. Ezek mind a Dinári-hegység, azon belül pedig a Közép-boszniai-palahegység részei. A hegységnek köszönhetően a város környéke többnyire erdős. A várostól északra helyezkedik el a Sztarcsevica hegy. Banja Lukától nem messze helyezkedik el a Kozara Nemzeti Park, melynek legmagasabb pontja a Lisina (978 méter).

### Éghajlata
Banja Luka éghajlata kontinentális, ennek megfelelően a tél meglehetősen hideg, a nyár meleg. Az év legmelegebb hónapja a július. Ilyenkor az átlaghőmérséklet 21,3 °C. A leghidegebb hónap a január, 0,8 °C-os átlaghőmérséklettel.
A városban az átlagos évi csapadékmennyiség 988 mm. Évente átlagosan 143 esős nap van. A városban az uralkodó szélirány északi és északnyugati.

## Története
Banja Luka elődjét még a rómaiak alapították Ad Ladios néven időszámításunk után néhány száz évvel. Ad Ladios egy kis kolónia volt Illyricum provinciában. A település magába foglalta a ma is álló Kastel (akkoriban Castra) nevű erődöt. A rómaiak bukása után a 7. században telepedtek le a szlávok a város területén. A város nevének első említése 1494-ből való II. Ulászló magyar királytól.

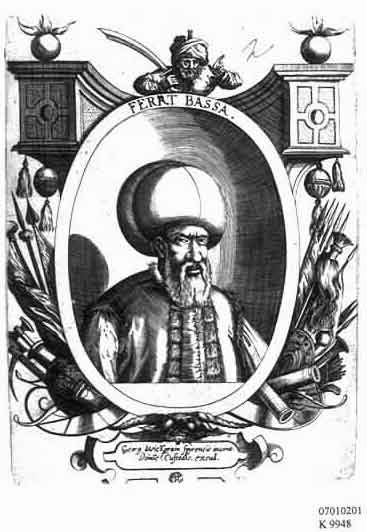
Ferhad Pasa Sokolović arcképe

A boszniai török uralom alatt Banja Luka volt a bosnyák pasa székhelye. A legkiemelkedőbb pasa Ferhat-paša Sokolović volt, aki 1566–1574-ben töltötte be ezt a tisztséget. A pasa nem török származású volt, hanem szláv, aki áttért az iszlám hitre. Neki köszönhetően virágzott fel az akkor még álmos kis település. Rengeteg kisiparos és más bolt nyitott meg, városszerte fürdők és mecsetek épültek. A legjelentősebbek a Ferhadija és az Arnaudija mecsetek voltak. A gazdasági fejlesztések következtében Banja Luka a boszniai térség központja lett. 1688-ban a város leégett az osztrák támadások következtében, de gyorsan újjáépítették. Idővel végül a város osztrák kézre került. Az osztrákok nekikezdtek a város és környéke iparosításához, melynek köszönhetően, textilgyárak és téglagyárak épültek. A városban megindult a modernizáció és a nyugatosodás az Osztrák–Magyar Monarchia uralma alatt. Az első világháború után a város a Szerb–Horvát–Szlovén Királysághoz került, és Vrbas bánság székhelye lett.
Svetislav Milosavljević bánsága alatt épült Banja Luka mai városháza, a színház, a múzeum, a folyót átívelő első híd több iskola és ortodox templom is. De a város közterületeit is felújították. 1930-ra a városban 125 elemi iskola funkcionált már. A város lett a régió antifasiszta munkálatok központja. A város a második világháború alatt a horvát usztasarezsim uralma alá került. Ekkor kezdték meg a szerb nemesek és zsidó családok deportálását a munkatáborokba. 1942-ben az usztasa emberei Miroslav Filipović volt ferences rendi szerzetes segítségével számtalan szerbet (gyerekeket is) gyilkoltak le. Banja Luka külterületein. A város végül 1945 április 22-én szabadult föl.
1969-ben a Richter-skála szerinti 6,4-es földrengés rázta meg a várost, melynek során rengeteg épület elpusztult és több ezer ember sérült meg, köztük 15 ember veszítette el életét. Jugoszlávia minden tájáról érkezett segítség a város újjáépítéséhez, ami végül sikeresen megvalósult.
Az 1990-es években a boszniai háborút lezáró nyilatkozat értelmében Bosznia-Hercegovina függetlenné vált, de megalakult az országon belül a Boszniai Szerb Köztársaság is, amelynek Banja Luka de facto központja lett, és színterévé vált több etnikai tisztogatásnak is. A tisztogatások során rengeteg bosnyákot, horvátot, romát és más nem szerb nemzetiségűeket gyilkoltak le tömegesen, vagy zártak koncentrációs táborokba, amelyek Radovan Karadžić volt boszniai szerb elnök vezérletével épültek. Az etnikai tisztogatások során a városban a mecseteket és a katolikus templomokat a szerb erők lerombolták és a cirill írást tették kötelezővé. Az etnikai tisztogatások következtében tovább folytatódott a háború, amelynek végül a NATO erők bevonása vetett véget. A háború alatt Banja Lukába megközelítőleg 40 000 szerb menekült érkezett Horvátországból. Az IDC Szarajevó nevű intézet legújabb kutatása szerint a boszniai háborúban 8812 Banja Luka-i lakos vesztette életét vagy tűnt el, ebből 4784 szerb (54,29%), 3073 bosnyák (34,87%) 932 horvát (10,58%) és 23 egyéb nemzetiségű (0,26%).
A háború végeztével egy bírósági ítélet elrendelte, hogy a Banja Luka-i hatóságok 42 millió dollárt fizessenek a lerombolt mecsetek megsemmisítéséért. A feszültség a nemzetiségek között viszont nem csitult, 2001-ben szerb nacionalisták csoportja a Ferhadija-dzsámi romjai előtt ünneplő bosnyákokra támadt, de a rendőrök véget vetettek az összetűzésnek és 14 boszniai szerbet letartóztattak.

## Népessége
Lakossága 2002-ben 220 000 fő volt. A népességnek több mint a fele szerb ortodox, negyede muzulmán, ötöde római katolikus horvát.
1991-es népszámlálás adatai:
- Szerbek – 70 155 fő (49,03%)
- Bosnyákok – 27 689 fő (19,35%)
- Horvátok – 15 700 fő (10,97%)
- Jugoszlávok – 22 645 fő (15,82%)
- Egyéb, ismeretlen – 6890 fő (4,83%)
- Összesen: 143 079 fő

## Közigazgatás
Banja Luka fontos szerepet tölt be Bosznia-Hercegovina közigazgatási struktúrájában. A város a Banja Luka-i község (terület) székhelye, valamint a Boszniai Szerb Köztársaság de facto központja, mivel a köztársaság parlamentje, és nemzeti tanácsháza is itt áll. De itt található az adóhivatal (VAT) és a betétbiztosítási ügynökség épülete is. Banja Luka hivatalosan azért nem a szerb köztársaság fővárosa, mert a boszniai háborút lezáró nyilatkozat értelmében a köztársaságnak is Szarajevó a fővárosa.
Banja Lukában osztrák, horvát, francia, német, szerb, brit és amerikai főkonzulátus is helyet kapott.

### Városrészei
Sztarcsevica (szerbül: Старчевица, Starčevica) Banja Luka városrésze, amely az Orbász (Vrbas) folyó jobb partján fekszik a város központjától délkeletre.

## Gazdaság
Habár a város közvetlenül nem volt érintett az 1990-es években dúló boszniai háborúban, de a gazdaságára igen negatívan hatott ez a konfliktus. Az addig fejlett gazdasággal rendelkező város, a háború után olyan kulcsfontosságú területeken vált elmaradottá, mint a technológia, ami ma is meglehetősen stagnáló ágazat Banja Luka gazdaságában.
Az elmúlt években a pénzügyi szolgáltatási szektor egyre fontosabbá vált a város gazdasági életében. 2002-ben megindult a kereskedelem az újonnan létrehozott Banja Luka Értéktőzsdén. A tőzsdén jegyzett vállalatok és befektetők száma, a kereskedési volumennel együtt jelentősen emelkedett. Számos nagy cég, mint a Telekom Srpske, Rafinerija ulja Modriča, Banjalučka Pivara és Vitaminka mind szerepelnek a tőzsdén, és rendszeresen kereskednek ott.
Számos pénzügyi szolgáltatásokat szabályozó intézetnek, mint például a Republika Srpska Értékpapír Bizottságnak és az RS Banki Ügynökségnek is Banja Luka a székhelye. Ez, valamint az a tény, hogy néhány nagy boszniai bank, a Betétbiztosítási Ügynökség és az Általános Forgalmi Adóhivatal (VAT) is mind a városban székel, azt eredményezte, hogy Banja Luka az ország legfontosabb pénzügyi centrumává vált.
1981-ben Banja Lukában az egy főre jutó GDP 97%-a volt a jugoszláv átlagnak.

## Kulturális élet

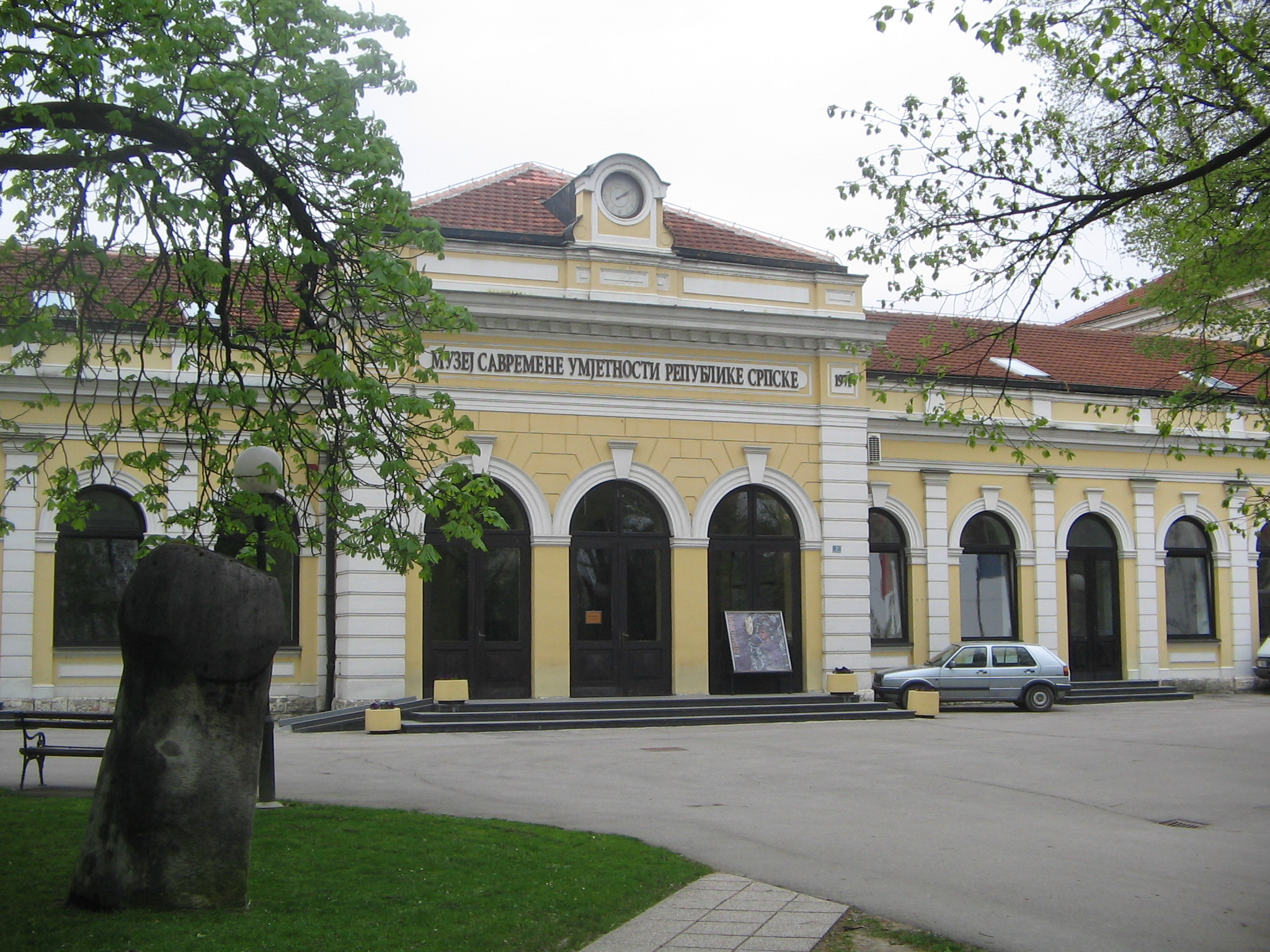
A Modern Művészetek Múzeuma

Hosszú és fordulatos történelme miatt Banja Luka igazán gazdag kultúrával rendelkezik. Számos múzeum található a városban, mint a Bosanski Krajina Múzeum, és a Néprajzi Múzeum. Ezeket mind 1930-ban alapították. Banja Lukában van a szintén a XX. század első feléből származó nemzeti színház és nemzeti könyvtár is. Számos más múzeum és színház is helyet kapott a városban, említésre méltó még a Modern Művészetek Múzeuma.
Banja Luka leghíresebb kulturális nevezetessége a Banski Dvor, vagyis a báni palota. A palotát 1930-ban építették Orbász Bánság bánjainak rezidenciájául. Ez az épület a város szívében, ma a nemzeti tanács épülete, de helyet kapott benne, egy képtár, egy étterem és egy koncertterem is. A főbb kulturális és politikai eseményekre mind az épületben kerül sor.

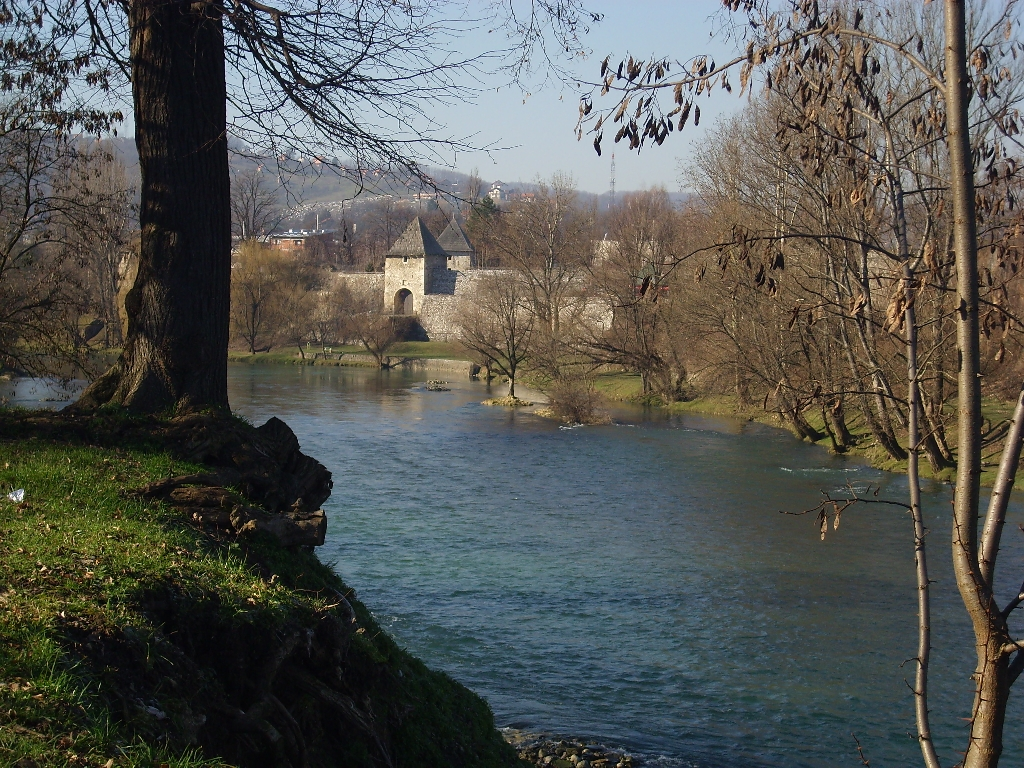
Az Orbász folyó partján fekvő Kastel

A viszonylag rossz állapotú Kastel, vagyis a vár a város központjában található. Ez a középkori vár egyike Banja Luka fő látnivalóinak. A vár az Orbász folyó bal partján helyezkedik el, így ad különleges hangulatot a város ezen részének. A nyár folyamán, a vár sok koncertnek és egyéb programnak ad helyet.
Banja Lukának számos kulturális és művészeti egyesülete van. A legrégebbi a CAA "Pelagić" amelyet 1927-ben alapítottak. Ezzel a legrégebbi ilyen intézmény Bosznia és Hercegovinában.
A város több fesztiválnak is helyet ad minden évben, melyek során számtalan koncertet tartanak. A legfontosabb rendezvények közé tartozik a színházak fesztiválja a "Teatar Fest" (május), a Nemzetközi Rövidfilm Fesztivál, a "Kratkofil" (június), az "Ex-Yu Rocks!" elnevezésű rockzenei fesztivál és a "Demofest" (július), a Banja Lukai Folklór Fesztivál (július-augusztus), valamint a Nyár Az Orbászon elnevezésű rendezvénysorozat (július).

## Turizmus

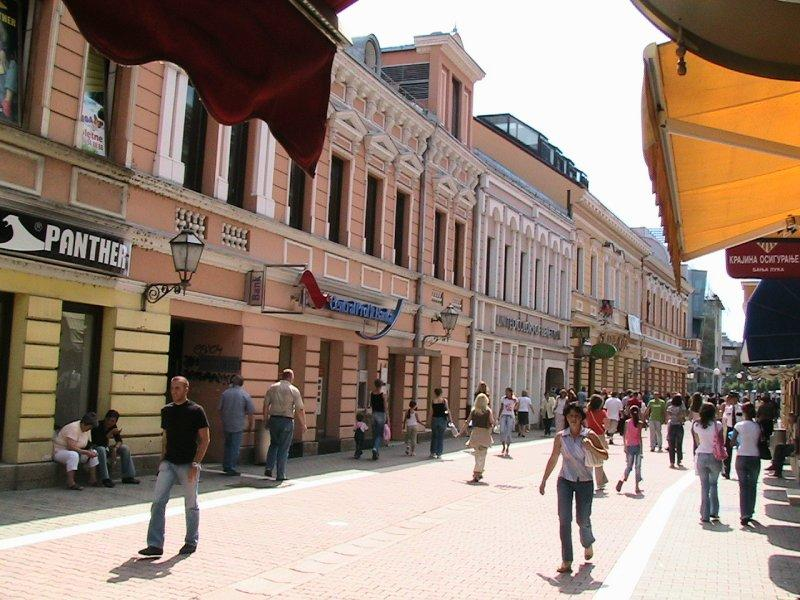
A Gospodska utca, Banja Luka híres sétálóutcája

A természeti szépségek és a környező területek biztosítják az élénk turizmust Banja Lukábnan. A városban számos hotel helyezkedik el, az egyik legjobb közülük a Hotel Cezar Banja Luka. A másik kedvelt szálloda a Hotel Marriott, amely az Orbász folyó partján kapott helyet. A város és környéke számos turisztikai attrakcióval bír. Ezek közül a leghíresebbek a termálforrások és gyógyfürdők, ezáltal Banja Luka az ország gyógyturisztikai központja. A város gyógykórháza is egy ilyen termálforrásra épült. Banja Luka egykori beceneve a "zöld város" volt, köszönhetően a parkoknak, és a több mint 10 000 fának. Ezért a terület kedvelt a természet szerelmeseinek is, míg a belváros történelmi struktúráival és elegáns éttermeivel vonzza a turistákat. Egy másik vonzó nevezetesség amely a helyi turistákat vonzza a jajcai vízesés az Orbász folyón. A folyón való vadvízi evezés igen közkedvelt a helyi turisták körében, de a horgászat, a sziklamászás és a túrázás is egyre népszerűbb. Az egyik legszebb túraút, az Orbász folyó kanyonjában vezet Banja Luka és Jajca között.

## Közlekedés
Banja Lukában az egyetlen tömegközlekedési eszköz a busz. Több mint 30 vonalon közlekednek a járatok a város egyes részei között. A buszok mellett a taxihálózat is igen jól működik.
A Banja Luka-i nemzetközi repülőtér 23 km-re található a várostól. Jelenleg az Air Serbia indít rendszeres járatokat Belgrádba.

## Sport

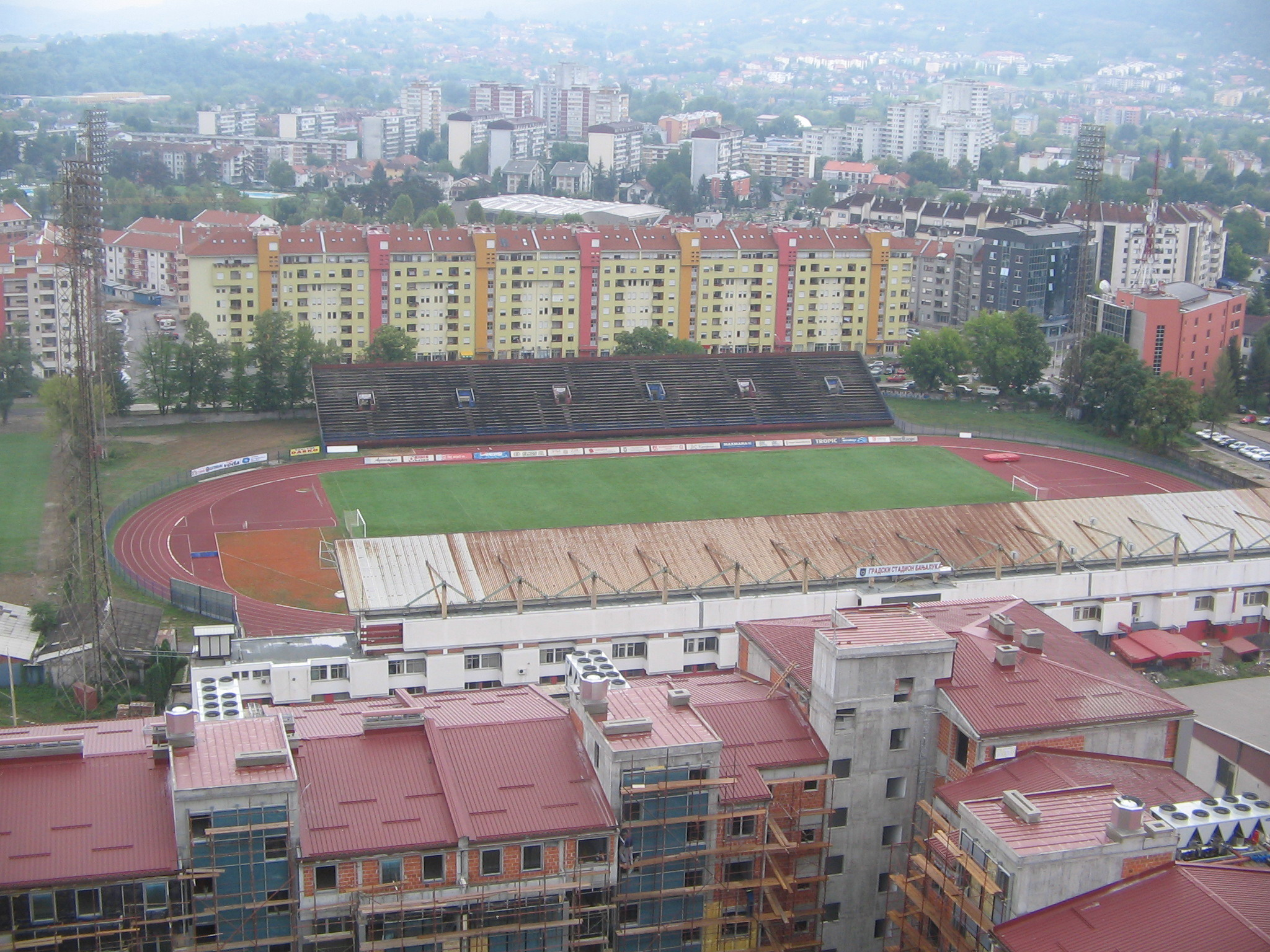
A Gradski stadion

Banja Lukának egy futball stadionja, valamint több beltéri sportcsarnoka van. A város egyik futball- és kézilabdacsapata is a Borac (harcos) nevet viseli. Az FK Borac Banja Luka futballklub mellett még három futballcsapattal rendelkezik a város, az FK BSK Banja Lukával, a FK Omladinac Banja Lukával és az FK Naprijed Banja Lukával. A városban nagy hagyománya van a kézilabdának. Az RK Borac Banja Luka számtalanszor jugoszláv bajnok, 1976-ban a Bajnokcsapatok Európa Kupájának győztese lett, 1991-ben pedig megnyerte az EHF Kupát. Banja Luka kosárlabdacsapata a Banjalučka Pivara, amely a város sörfőzdéjéről kapta a nevét.
A tenisz is igen jelentős sport a városban. A helyi bajnokság, a "Memorijal Trive Vujića" 2001-ben ATP státuszt kapott. A banja lukai bajnokot minden év szeptemberében választják meg. 2005-ben a város folyóján, az Orbászon rendezték a Rafting Európa-bajnokságot, majd 2009-ben a világbajnokságot is itt rendezték a Tara folyó mellett.

## Média

### Televízió
- Radio-televizija Republike Srpske, – Boszniai szerb Köztársaság televíziója
- Alternativna televizija,
- Bel kanal,
- Televizija Simić

### Újságok
- Glas Srpske,
- Nezavisne novine
- Új Dobos

## Testvértelepülések
- Pátra, Görögország
- Kaiserslautern, Németország
- Lviv, Ukrajna
- Moszkva, Oroszország
- Kranj, Szlovénia
- Belgrád, Szerbia
- Graz, Ausztria

## Fordítás
- Ez a szócikk részben vagy egészben  a   Banja Luka című angol Wikipédia-szócikk fordításán alapul.  Az eredeti cikk szerkesztőit annak laptörténete sorolja fel. Ez a jelzés csupán a megfogalmazás eredetét és a szerzői jogokat jelzi, nem szolgál a cikkben szereplő információk forrásmegjelöléseként.